# Michael Göbel
Michael Göbel (* 1973 in Thedinghausen, Niedersachsen) ist ein aktuell in Kassel lebender deutscher bildender Künstler, der in den Bereichen Zeichnung, Skulptur, sowie Objekt- und Installationskunst arbeitet.

## Leben
Im Jahr 1995 begann Michael Göbel sein Studium der Bildenden Kunst an der Kunsthochschule Kassel bei Alison Knowles, Rob Scholte und Urs Lüthi. Ab 1997 kam ebenfalls an der Kasseler Kunsthochschule noch das Studium der visuellen Kommunikation bei Ott und Stein hinzu; beide Studiengänge schloss er im Jahr 2002 ab und arbeitet seither freiberuflich als Künstler und Gestalter in Kassel. Seit 2013 ist Göbel Vorstandsmitglied im Kasseler Kunstverein.

## Werk
Die Arbeitsschwerpunkte im Bereich Fotografie, Malerei, Zeichnung und Skulptur des Kasseler Künstlers Michael Göbel präsentieren sich stets inhaltlich vernetzt. In seinen Installationen integriert Michael Göbel modellhafte Skulpturen realer Gegebenheiten, wie etwa Riesenräder oder Hochsitze. Somit stellt er für den Betrachter die Realität abstrakter dar und damit Gewohnheiten in Frage. Auch Arbeiten aus Bitumen (etwa handtellergroße Schmetterlinge) und Bilder in Glas geätzt zählen zu seinem Gesamtwerk.
Seit 1996 führt Göbel diverse Einzelausstellungen durch und beteiligt sich an Gemeinschaftsausstellungen im In- und Ausland.

## Einzelausstellungen
- 2002 Der Sommer der Liebe, Stellwerk, Kassel; control01, Internet-Kunstprojekt; Himmel - Selbstporträts mit anderen, Kunstbalkon, Kassel
- 2003 frei - besetzt, TRAFO Kassel
- 2008 room with a view, Kulturnetz Kassel e. V.
- 2009 Destinations and dreams, Galerie arsprototo, Erlangen
- 2010 Inseln, Kunsthalle im Gerhardt-von-Reutern-Haus, Willingshausen
- 2011 Circus Maximus, Galerie Coucou, Kassel

## Gruppenausstellungen
- 1996 News from Lodz - Artists from Kassel, The Artists Museum, Lodz (Polen)
- 2000 Museum für werdende Kunst, Museum Fridericianum (Kassel)
- 2002 Group Show, Kunstkiosk Kassel
- 2003 Junger Westen, Kunsthalle Recklinghausen; Aufbruch, Deutsches Hugenotten Museum, Bad Karlshafen; SELBST - im weitesten Sinne, Marburger Kunstverein; Satellitenaufnahmen, Domagk-Galerie, München
- 2004 26. internationale Hollfelder Kunstausstellung, Kunst & Museum Hollfeld; Miniaturwelten, Kunsttempel Kassel
- 2005 7. Künstlerfest Kassel, Kulturbahnhof (Südflügel), Kassel;
- 2006 13 Gänge Menü, Galerie Carola Weber, Wiesbaden;
- 2007 product-festival „Borderliner“, KERA - Center for Visual Arts (CVA), Varna, Bulgarien; ART-fittings Projekt, Documenta 12 - Umfeld, Kassel; Anonyme Zeichner 4, blütenweiss, Raum für Kunst, Berlin
- 2008 ANONYME ZEICHNER N9, Kunstraum Kreuzberg / Bethanien, Berlin; fifty - fifty, Kunsttempel Kassel; Reggio Babele, Museo di Reggio Emilia / Palazzo Casotti, Reggio nell’ Emilia (Italien); Bewegte Kunst 2008 - Kunst im öffentlichen Raum, Schlossgarten Erlangen; 7. Niedersächsische Grafiktriennale, Weserrenaissance Schloss Bevern; Figuracja czy abstracja, Galeria Sztuki Farbiarnia na Pieknej, Warschau (Polen); Figuration und Abstraktion, Galerie arsprototo, Erlangen; Utopie des Raums, Kyrgyz National Museum of Fine Arts, Bischkek (Kirgisien)
- 2010 Kunstverein Kassel
- 2011 DREI WÜNSCHE FREI!, Galerie im Haus zum Rosa Bären Erfurt; Trautes Heim, Glück allein, Nassauischer Kunstverein Wiesbaden – NKV
- 2012 Ich und die Wirklichkeit, Kunsthalle im Gerhardt-von-Reutern-Haus Willingshausen

## Stipendien und Auszeichnungen
- 1999 1. Leitz Innovation & Design Award, Esselte-Leitz Stuttgart (3. Preis)
- 2007 Artist in Residence, Gilfélagid/Listagil, Akureyri (Island)
- 2004/09 Förderung durch die Dr. Wolfgang Zippelstiftung der Stadt Kassel
- 2010 Künstlerstipendium Willingshausen